# AD Marco 09
Associação Desportiva de Marco de Canaveses 09 ist ein portugiesischer Fußballverein aus Marco de Canaveses im Norden Portugals.

## Geschichte und Hintergrund
2007 erhielt der FC Marco keine Lizenz für den überregionalen Spielbetrieb, 2008 wurde der Klub aufgelöst. 2009 entstand AD Marco 09 als Nachfolgeverein und trat in der zweithöchsten Spielklasse des Regionalverbands Associação de Futebol do Porto an. Nach dem Aufstieg im ersten Jahr des Bestehens spielte die Mannschaft drei Spielzeiten in der höchsten regional organisierten Spielklasse. Anschließen wurde kurzzeitig der Spielbetrieb im Männerbereich eingestellt, ab 2015 trat die Mannschaft wieder in der zweithöchsten Spielklasse des Regionalverbands an und wechselte in den folgenden Jahren zwischen den Spielklassen auf regionaler Ebene. Nach dem Aufstieg 2019 etablierte sich der Klub in der seinerzeit viertklassigen obersten Regionalspielklasse. Dort gewann sie zwar 2021 die Meisterschaft, verpasste aber den Sprung in das aufgrund der Einführung der Liga 3 in der Ligapyramide zurückgestufte Campeonato de Portugal und stieg somit faktisch in die Fünftklassigkeit ab.
Nach einer Vizemeisterschaft 2022 schaffte AD Marco 09 2023 als Regionalmeister mit dem Aufstieg ins viertklassige Campeonato de Portugal den Sprung in den überregional organisierten Ligaspielbetrieb.